# Nové Dvory (Kutná Hora)
Nové Dvory è un comune della Repubblica Ceca facente parte del distretto di Kutná Hora, in Boemia Centrale.

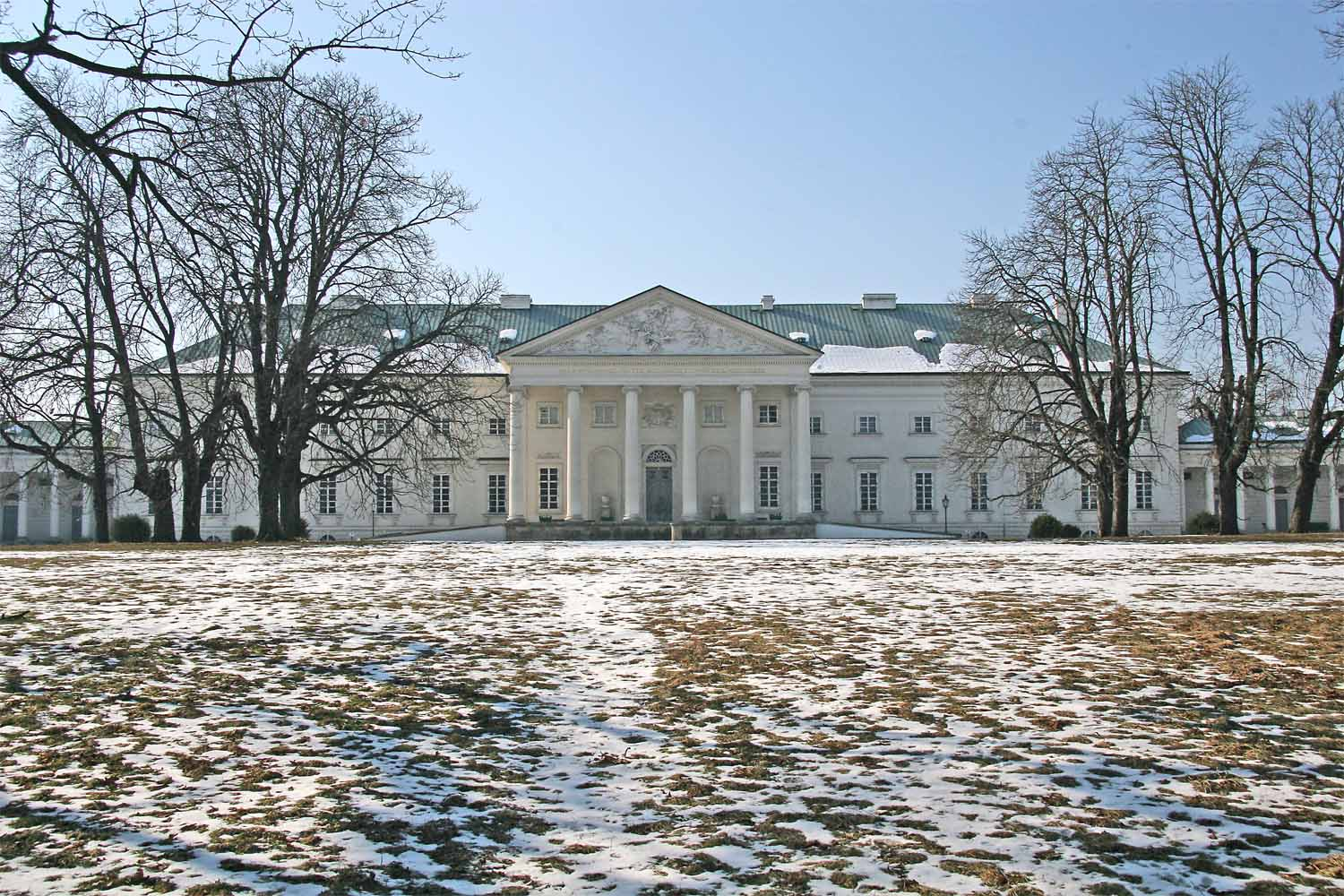
Facciata principale del castello

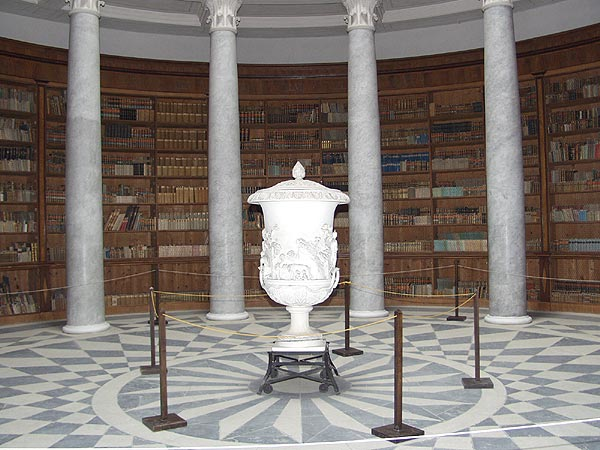
Interno della biblioteca, ricca di più di 40.000 volumi

## Il castello di Kačina
Nel territorio comunale di Nové Dvory si trova uno dei più importanti edifici in stile impero di tutta la Boemia: il castello di Kačina.
Dove oggi si trova il castello, un tempo esisteva il villaggio di Kačin, di origini medievali.
L'edificio venne costruito per il burgravio reale, il conte Jan Rudolf Chotek z Chotkova (1748–1824), negli anni tra il 1802 e il 1822.  Il disegno del castello è dell'architetto Christian Franz Schuricht, un sassone di Dresda, e comprende un corpo centrale, dove si trovavano le stanze di dimora della famiglia comitale, e due colonnati cui sono adiacenti delle ali laterali, più basse del corpo centrale, nelle quali si trovavano gli appartamenti per gli ospiti.  Al termine delle due ali colonnate sorgono due padiglioni: in quello di destra si trovano la cappella (incompiuta) e il teatro, in quello di sinistra la biblioteca.
Ancora prima della realizzazione del castello, già nel 1789 era stato creato un grandioso parco naturalistico, curato dal celebre botanico olandese Nikolaus Joseph von Jacquin.
Dal 1945 il castello è di proprietà nazionale.
Nel complesso del castello è stato realizzato anche un museo dell'agricoltura nella Repubblica Ceca.

## Altri progetti

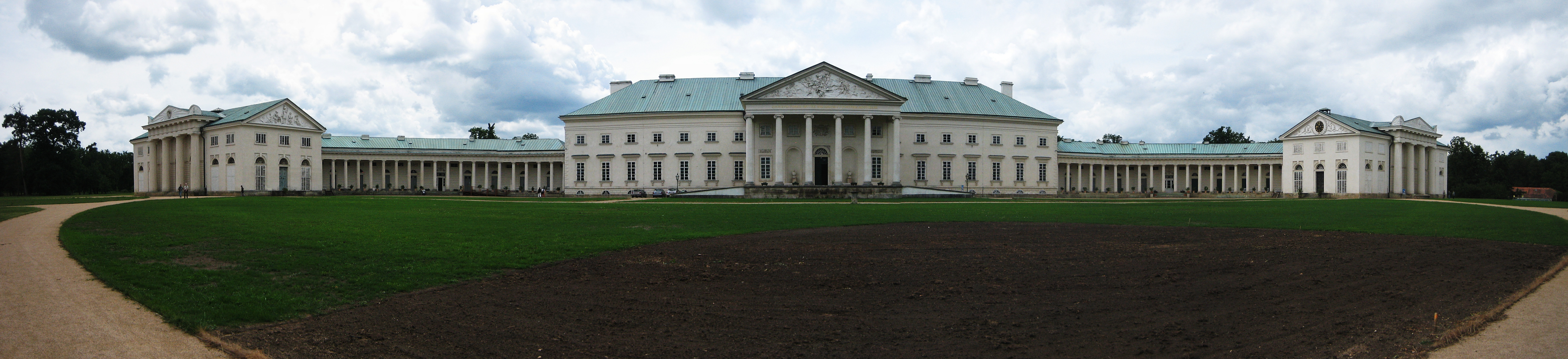
Il fronte del castello di Kačina